# Pseudomogoplistes turcicus
Pseudomogoplistes turcicus är en insektsart som beskrevs av Andrej Vasiljevitj Gorochov 1995. Pseudomogoplistes turcicus ingår i släktet Pseudomogoplistes och familjen Mogoplistidae. Inga underarter finns listade i Catalogue of Life.